# Dylew (województwo mazowieckie)
Dylew – wieś w Polsce położona w województwie mazowieckim, w powiecie grójeckim, w gminie Mogielnica. Leży nad Dylówką.
W latach 1954–1959 wieś należała i była siedzibą władz gromady Dylew, po jej zniesieniu w gromadzie Mogielnica. W latach 1975–1998 miejscowość administracyjnie należała do województwa radomskiego.

## Zabytki
Obiektem, który warto obejrzeć w Dylewie, jest dwór wzniesiony w dwudziestoleciu międzywojennym dla rodziny Jackowskich (w 1930 r. należał do Jerzego Jackowskiego). Zaprojektowany w duchu tzw. "stylu dworkowego" o cechach baroku i klasycyzmu, dziś rzadko spotykanym. Zamierzony jako budynek na planie wydłużonego prostokąta, dziewięcioosiowy, z ośmiobocznymi alkierzami na narożach oraz z czterokolumnowym portykiem toskańskim zwieńczonym barokowym frontem, nakryty łamanym dachem. Wzniesiono pierwotnie tylko część sześcioosiową z portykiem i z jednym alkierzem, pozostała część miała tylko fundamenty. Częściowo murowany z cegły, częściowo drewniany o konstrukcji słupowej, otynkowany. Parterowy, podpiwniczony, z mieszkalnym poddaszem i z piętrową częścią poprzedzoną przez portyk. W elewacji ogrodowej trójboczny występ, na którym taras przed wystawką zwieńczoną barokowym szczytem (analogiczny występ i wystawka przewidziane w części zamierzonej). Układ wnętrza dwutraktowy z prostokątną sienią za portykiem mieszczącą klatkę schodową z galeryjką. Dach łamany, nad alkierzem szpiczasty, kryty dachówką. Dwór otacza dobrze zachowany park dworski (pozostałość parku krajobrazowego). W roku 1989 obiekt nabył pianista Marek Drewnowski, który podjął się restauracji zdewastowanej, istniejącej części i budowY zamierzonej. Z jego inicjatywy w latach 1991–1994 organizowano (najczęściej w niedzielę drugiej dekady sierpnia, w ramach programu międzynarodowego) Festiwal Muzyczny im. Józefa Hoffmana, w tym happeningi muzyczno-wokalne. Artyści wykonywali swój repertuar na tarasie dworku, rzadziej w budynku.